# Хижевичі
Хижевичі (пол. Chyżowice, Хижовіце) — село в Польщі, у гміні Ухані Грубешівського повіту Люблінського воєводства. Населення — 406 осіб (2011).

## Історія
1531 року вперше згадується православна церква в селі.
За даними етнографічної експедиції 1869—1870 років під керівництвом Павла Чубинського, у селі проживали греко-католики, які розмовляли українською мовою.
У 1975—1998 роках село належало до Замойського воєводства.

## Населення
Демографічна структура станом на 31 березня 2011 року:
|          | Загалом | Допрацездатний вік | Працездатний вік | Постпрацездатний вік |
| -------- | ------- | ------------------ | ---------------- | -------------------- |
| Чоловіки | 208     | 43                 | 149              | 16                   |
| Жінки    | 198     | 32                 | 123              | 43                   |
| Разом    | 406     | 75                 | 272              | 59                   |